# Pennantia
Pennantia is een geslacht uit de familie Pennantiaceae. De soorten komen voor in het oosten van Australië, op Norfolk en in Nieuw-Zeeland. Het geslacht is vernoemd naar de Welshe natuuronderzoeker Thomas Pennant.

## Soorten
- Pennantia baylisiana (W.R.B.Oliv.) G.T.S.Baylis
- Pennantia corymbosa J.R.Forst. & G.Forst.
- Pennantia cunninghamii Miers
- Pennantia endlicheri Reissek